# Benedetto XIV Cento 2005-2006
La Benedetto XIV Cento 2005-2006, ha preso parte al campionato italiano di pallacanestro di Serie B d'Eccellenza 2005-2006, classificandosi all'8º posto nel girone B, venendo eliminata ai quarti di finale play-off dalla Triboldi Soresina.

## Verdetti stagionali
Competizioni nazionali
- Serie B d'Eccellenza:

stagione regolare: 8º posto su 16 squadre (17-13);

## Roster
| Giocatori |
| --------- |

|  | Naz.              | Ruolo | Sportivo            |  |  |  |  |
|  | ----------------- | ----- | ------------------- |  |  |  |  |
|  | Italia (bandiera) | P     | Nicola Basanisi     |  |  |  |  |
|  | Italia (bandiera) | P     | Jordan Losi         |  |  |  |  |
|  | Italia (bandiera) | PG    | Giancarlo Palombita |  |  |  |  |
|  | Italia (bandiera) | PG    | Cristian Akrivos    |  |  |  |  |
|  | Italia (bandiera) | A     | Francesco Amoroso   |  |  |  |  |
|  | Italia (bandiera) | A     | Luca Pignatti       |  |  |  |  |
|  | Italia (bandiera) | A     | Daniele Casadei     |  |  |  |  |
|  | Italia (bandiera) | A     | Claudio Nobile      |  |  |  |  |
|  | Italia (bandiera) | A     | Mauro Liburdi       |  |  |  |  |
|  | Italia (bandiera) | C     | Augusto Binelli     |  |  |  |  |
|  | Italia (bandiera) | P     | Dario Bretta        |  |  |  |  |
|  | Italia (bandiera) | PG    | Luca Farioli        |  |  |  |  |
|  | Italia (bandiera) |       | Nicola Marangoni    |  |  |  |  |

| Staff tecnico                                  |
| ---------------------------------------------- |
| Allenatore: Antonio Tinti, poi Adriano Furlani |